# Gaspar de Molina y Oviedo
Gaspar kardinal de Molina y Oviedo, O.S.A., španski rimskokatoliški duhovnik, škof in kardinal, * 6. januar 1679, Mérida, † 30. avgust 1744.

## Življenjepis
1. septembra 1730 je bil imenovan za škofa Santiaga de Cuba in 24. februarja 1731 je prejel škofovsko posvečenje.
28. junija 1731 je bil imenovan za škofa Barcelone in 5. maja 1734 še za škofa Málage.
20. decembra 1737 je bil povzdignjen v kardinala.